# GigaWing (jeu vidéo)
Cet article concerne le premier jeu de la série. Pour la série de jeux vidéo, voir GigaWing.
GigaWing est un jeu vidéo du type shoot 'em up développé par Takumi et édité par Capcom sur CP System II en février 1999. C'est le premier jeu vidéo de la série GigaWing et c'est un des rares shoot 'em up à avoir son propre scénario. Il a été adapté sur console Dreamcast,.

## Système de jeu
GigaWing est le manic shooter qui instaure le principe de barrière anti-balles. En laissant appuyé sur la touche de tir, une sphère de protection qui renvoie les balles ennemies se forme autour du vaisseau. Lorsqu'une balle, ainsi renvoyée, touche un ennemi à l'écran, cela créée une médaille ; si le joueur la récupère, elle devient un multiplicateur de score. Néanmoins, bien qu'utilisable indéfiniment, le reflect force met un certain temps pour se recharger, laissant le vaisseau du joueur vulnérable. Le joueur peut déclencher une bombe, qui en général détruit l'ensemble des ennemis à l'écran et supprime toutes les balles. Chacun des vaisseaux du jeu à sa propre bombe.
Gigawing est parsemé de petits passages de scénario, en début et en fin de niveau, ou à l'arrivée d'un boss. On y voit un dessin du style manga et un petit texte. En mode deux joueurs, on peut voir les deux personnages tenir une discussion sur la situation dans laquelle ils se trouvent. C'est un élément récurrent de la série GigaWing, assez rare dans l'ensemble des shoot 'em up.
Le joueur a le choix entre quatre vaisseaux :
- Le rouge possède un tir frontal. Sa bombe ne détruit par tout à l'écran mais se concentre sur ce qu'il y a devant le vaisseau. Le personnage se nomme Ruby.
- Le bleu, dirigé par Isha, possède un tir frontal, accompagné de missilles à tête chercheuse.
- Le vert possède un très léger tir frontal et lance des bombes à 360° autour de lui. Son personnage associé est Stuck.
- Le violet, enfin, est équipé d'un tir large et est contrôlé par Sinnosuke.

Le jeu est partagé en cinq niveaux, plus un boss supplémentaire à la fin. On peut voir un médaillon s'inclure dans chaque boss avant qu'il ne commence à vous attaquer. C'est cette partie du boss qu'il faudra détruire. Néanmoins, il est possible de détruire d'autres parties, ce qui rapporte des points une fois le boss fini (le joueur n'a que 60 secondes pour ce faire), et un gros bonus de points si celui-ci est détruit à 100 %. C'est un principe qui a été exploité auparavant dans Radiant Silvergun.
Le score dans GigaWing est souvent un nombre très long. Car chaque dégât fait sur un ennemi rapporte des points ; cela fait le score de base. Celui-ci est multiplié par le nombre de médailles que vous avez ramassées. Enfin, on ajoute à celui-ci un bonus de fin de niveau, de destruction de boss, de pourcentage de destruction dans le niveau, et un bonus s'il reste des bombes au joueur. Il n'est pas rare de voir des scores s'élever à plus de 15 chiffres.

## Portages
GigaWing a été adapté sur console de jeux vidéo Dreamcast par Virgin Interactive. Il est sorti le 11 novembre 1999 au Japon, le 19 juillet 2000 aux États-Unis et le 20 octobre 2000 en Europe.